# Rijksmonument
Et rijksmonument (rigsmonument) er et nationalt monument i Nederlandene udpeget af regeringen.

## Historie og kriterier
For at blive udpeget skal stedet være over 50 år gammelt og desuden opfylde nogle yderligere krav. Per august 2009 var der over 55.000 monumenter i Nederlandene. Over 51.000 af dem er bygninger, 1.500 er arkæologiske steder og 350 er "andre", herunder beskyttede byer eller landskaber Hvis en bygningsejer ønsker at vide om sin bygning er (del af) et rijksmonument, skal denne e-maile en forespørgsel efter information til den ansvarshavende organisation, Rijksdienst voor het Cultureel Erfgoed.
Indsatsen blev sat i gang under Haagkonventionen i 1954. Den nuværende lovgivning angående monumenterne er den såkaldte Monumentenwet van 1988 ("Monumentlov af 1988").
Den organisation, der er ansvarlig for at tage sig af monumenterne, og som tidligere gik under navnet Monumentenzorg, fik for nylig nyt navn og kaldes fremover Rijksdienst voor het Cultureel Erfgoed. I juni 2009 besluttede retten i Haag, at individuelle købere af bygninger listet som rijksmonumenter ville blive fritaget for at betale overførselsskat, gældende fra den 1. maj 2009. Tidligere gjaldt denne fritagelse kun retslige selskaber.